# ليونيد كانتروفيتش
ليونيد فيتايفيتش كانتوروفيتش (بالروسية: Леонид Витальевич Канторович)‏ (بالروسية: Леонид Витальевич Канторович) من مواليد 19 يناير 1912 بسانت بطرسبرغ. هو عالم رياضيات واقتصاد روسي. اشتهر بنظريته في الطريقة المثلى لتوظيف الإمكانات. حصل على جائزة نوبل للاقتصاد وهو العالم السوفيتي الوحيد الذي حصل على هذه الجائزة.

## حياته
توفى والده في عام 1922 وقامت أمه بتربيته ثم التحق بقسم الرياضيات في جامعة لينينغراد في عام 1926. كان مهتما بشكل رئيسي بالعلوم وخصوصا الاقتصاد السياسي والتاريخ الحديث. تخرج من الجامعة في عام 1930 بعد أن حصل على الدكتوراه وعمل في معهد الهندسة الإنشائية والصناعية. ولقد كانت فترة الثلاثينات فترة مكثفة لتطوير التحليل الفني والتي أصبحت من الأجزاء الأساسية الحديثة في الرياضيات، لكن لاحقا وخصوصا في فترة ما بعد الحرب نجح في ربط هذه الإمكانيات وعرض النطاق لاستخدام أفكار جان في التحليل الرقمي في الرياضيات وخصوصا التحليل الوظيفي والرياضيات التطبيقية، وقد بدأ في ذلك الوقت في العمل كمستشار لمعمل الخشب الرقائقي وواجه مشكلة اقتصادية هامة وكانت تلك المشكلة توزيع بعض المواد الأولية الخام لزيادة إنتاجية المعدات تحت قيود معينة وكانت رياضيا تمثل مشكلة تعظيم خطى على بوليتوبي محدب.
وجد العديد من المشاكل الاقتصادية مع نفس الشكل الرياضي العمل على توزيع المعدات بأفضل استخدام وترشيد استخدام المواد وتوزيع حركة النقل، هذا كان سببا كافيا لإيجاد طريقة فعالة لحل المشكلة وتضمن الأفكار الرئيسية من النظريات والقواعد الرياضية البرمجة الخطية. ظل عمله مجهولا لسنوات عديدة من قبل الدارسين الغربيين. بعد تجالينغ كوبمانز وجورج دانتزينغ وآخرون وجدوا هذه النتائج فضلا على طريقتهم لكن مساهمته لم تُعرف حتى منتصف عقد الخمسينات.
عندئذ كتبت النسخة الأولى من كتابه وقد عاد إلى لينينغراد في عام 1944 حيث كان يعمل في الجامعة وفي الأكاديمية السوفيتية للعلوم. وفي ذلك الوقت أصبح مهتما بحساب المشاكل، بعض النتائج في أتمته وبرمجة الحاسوب في البناء. بين عامي 1948-1950 عمل في بناء طريق غيوميتريست زالغالر. وهنا كان الاستخدام الأمثل للمسطحات والتي حسبت باستخدام أساليب البرمجة الخطية وقدم كانتوروفيتش شرحا لمنهجية الخوارزميات بما فيها مجموعة البرمجة الخطية فكرة البرمجة الدينامية (واستخدمت في تحسين السيطرة الاقتصادية في الاتحاد السوفيتي بزيادة كبيرة). بدأ في عام 1959 تحت عنوان الاستخدام الأمثل للموارد الاقتصادية وتضمن مجموعة واسعة من النهج الأمثل لهذه المشاكل من اقتصاد مركزي التخطيط والتسعير إيجار وكفاءة تقديرات المخزون «هوزراشيت» مشاكل واللامركزية في اتخاذ القرارات وبفضل مبادرة تجالينغ كوبمانز. عام 1939 صدر لهما كتيب في علم الإدارة. عمل مستشارا لمختلف الهيئات الحكومية. وقد تزوج في 1938. توفي ليونيد كانتروفيتش في 7 أبريل 1986 بموسكو.

## روابط خارجية
- ليونيد كانتروفيتش على موقع الموسوعة البريطانية (الإنجليزية)
- ليونيد كانتروفيتش على موقع مونزينجر (الألمانية)
- ليونيد كانتروفيتش على موقع إن إن دي بي (الإنجليزية)